# NGC 6289
NGC 6289 (również PGC 59322) – galaktyka eliptyczna (E-S0), znajdująca się w gwiazdozbiorze Smoka. Odkrył ją Edward D. Swift 19 sierpnia 1884 roku.